# Ramón Serrano Montaner
Ramón Serrano Montaner (Melipilla, 1848-Santiago, 5 de junio de 1936) fue un marino, explorador y político radical chileno, hijo de Ramón Serrano y Toro Mazzote y María Mercedes Montaner y Cáceres.

## Familia y estudios
Casado con Magdalena Polloni Guzmán, con hijos.
Sus estudios los realizó en la Escuela Naval, ingresó en 1866 como cadete. Sirvió a la Marina durante 27 años, se retiró en 1893 con el grado de capitán de fragata.

## Profesión
Fue Guardiamarina en 1871. Hizo trabajos hidrográficos en los canales del sur. Viajó a Inglaterra en 1877 regresando al año siguiente.
En enero y febrero de 1879 realiza la primera expedición al interior de Tierra del Fuego, desembarcando en la bahía Gente Grande y recorriendo hasta la bahía San Sebastián para luego incursionar al sur hasta el paralelo 54º, en las cercanías del actual Russfin.
Participó en la Guerra del Pacífico embarcado en la cañonera Magallanes, pasó más tarde a embarcar el Cochrane participando en el Combate de Angamos en 1879. Capitán de Corbeta en 1881 y más tarde subdirector de la Escuela Naval. Segundo jefe de la oficina Hidrográfica continuando sus expediciones en el sur del país. Primer ayudante en la Comisión de Límites con la República Argentina. Profesor de Cosmografía en el Instituto Nacional.
Fue explorador de los mares del sur, de los canales occidentales de la Patagonia y de la Tierra del Fuego. Levantó los planos de esas regiones y los archipiélagos de Guaitecas, Chonos y otras.
Escribió una relación de uno de sus trabajos científicos y los publicó en el rubro Exploración del río Palena. Después publicó El Derrotero de los canales de Chiloé.
Diputado por Concepción, Talcahuano, Lautaro y Coelemu para el período 1900-1903. Integró la Comisión de Guerra y Marina y la de Gobierno.l
Militante del Partido Radical.
Falleció en Santiago, el 5 de junio de 1936.